# 나가사키현도 제48호선
나가사키현도 제48호 기사카 사카 선(일본어: 長崎県道39号上対馬豊玉線)은 나가사키현 쓰시마시를 관통하는 도도부현도(주요 지방도)이다.

## 노선 정보
- 기점 : 나가사키현 쓰시마시 미네정 기사카 (기사카 항을 기점으로 함)
- 종점 : 나가사키현 쓰시마시 미네정 사카 (나가사키현도 제39호선과 교차)
- 총 거리 : 10.2 km

## 연혁
- 1993년 5월 11일 : 건설성에서 이 현도인 기사카 사카 선을 주요 지방도로 승격 및 지정

## 지리
- 통과하는 지자체 : 쓰시마시
- 교차하는 도로 : 국도 382호선, 나가사키현도 제39호선